# 帕雷西斯
12°11′46″S 61°36′05″W / 12.19611°S 61.60139°W
帕雷西斯（葡萄牙語：Parecis），是巴西的城鎮，位於該國西北部，由朗多尼亞州負責管轄，始建於1994年6月22日，面積2,549平方公里，海拔高度355米，2010年人口4,810，人口密度每平方公里1.89人。